# Aleksander Demidowicz-Demidecki

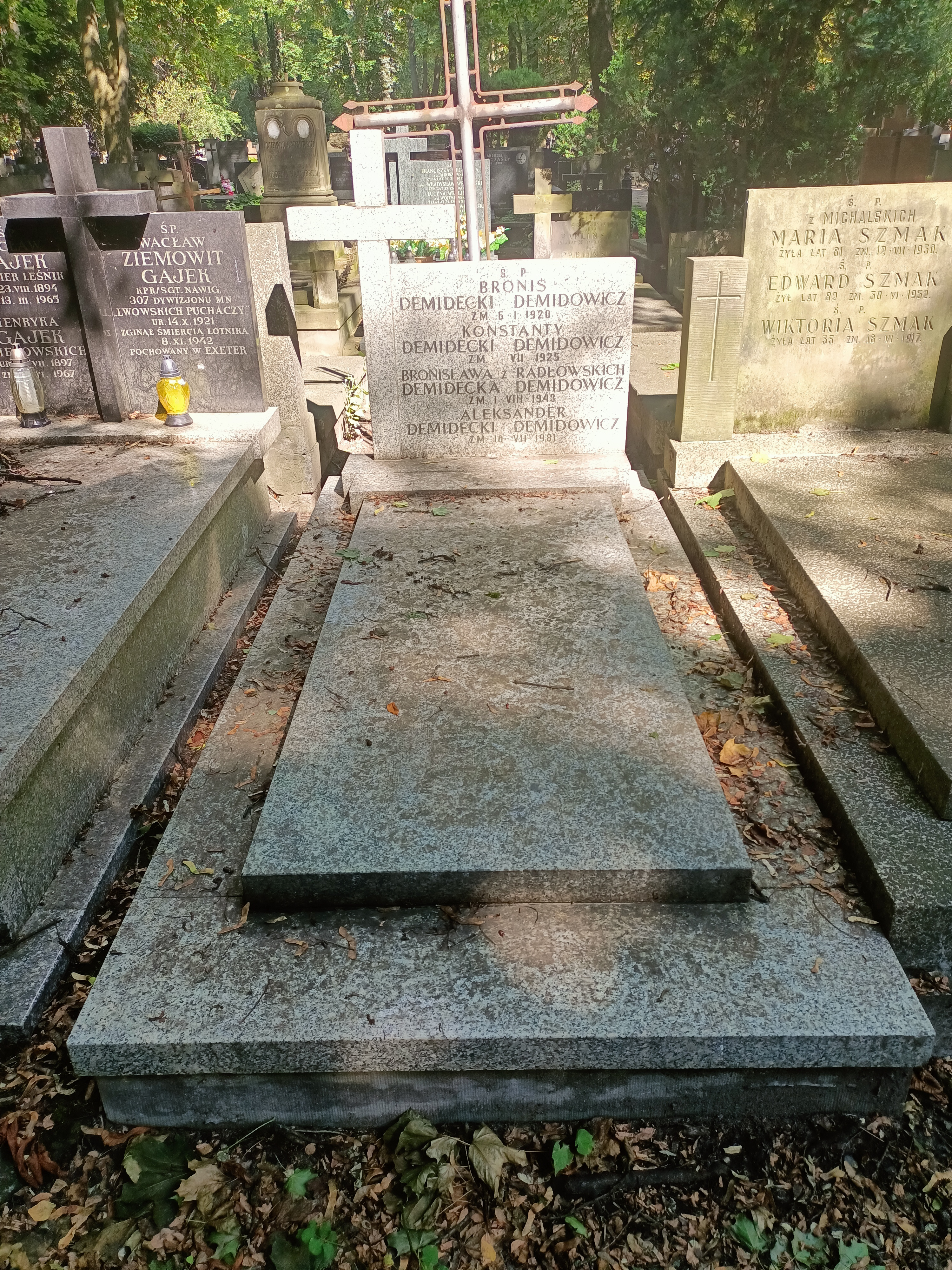
Grób Aleksandra Demideckiego-Demidowicza na Cmentarzu Powązkowskim

Aleksander Augustyn Demidowicz-Demidecki, ps. „Aleksander” (ur. 27 sierpnia 1900 w Petersburgu, zm. 10 lipca 1981 w Orleanie) – polski adwokat, polityk i działacz związkowy, publicysta, członek Stronnictwa Narodowego, radny Warszawy, prezes Zjednoczenia Zawodowego „Praca Polska”, p.o. komendanta głównego Organizacji Wojskowej Stronnictwa Narodowego, działacz emigracyjny, wiceminister spraw wewnętrznych w rządach Tomasza Arciszewskiego i Tadeusza Bora-Komorowskiego.

## Życiorys
Uczęszczał do prywatnego gimnazjum rosyjskiego, z którego przeniósł się do polskiego gimnazjum filologicznego w Mińsku Litewskim. W 1926 ukończył studia na Wydziale Prawa i Nauk Politycznych Uniwersytetu Warszawskiego. 
Pod koniec 1917 wstąpił do I Korpusu Polskiego w Rosji, gdzie jako harcerz służył w oddziale wywiadowczym przy dowództwie Korpusu. Następnie wstąpił do Polskiej Organizacji Wojskowej. Podczas nauki na studiach zgłosił się na ochotnika do wojska i jako podchorąży służył w Szwadronie Przybocznym Naczelnika Państwa Józefa Piłsudskiego. Walczył w szeregach 3. Pułku Strzelców Konnych i 27. Pułku Ułanów w wojnie polsko-bolszewickiej.   
Podczas studiów był członkiem Bratniej Pomocy oraz Związku Akademickiego Młodzież Wszechpolska. Po zamachu majowym został kierownikiem Biura Wydziału Wykonawczego Obozu Wielkiej Polski. Wszedł również do Ruchu Młodych OWP, który został później przekształcony w Sekcję Młodych Stronnictwa Narodowego. W latach 1927-1928 sprawował mandat radnego Warszawy. Pracował jednocześnie w Wydziale Prawnym Zarządu Miejskiego, a po zwolnieniu z pracy w 1930 rozpoczął praktykę adwokacką. 18 marca 1933 został aresztowany przez władze sanacyjne za działalność w OWP. W 1935 wszedł do Komitetu Głównego Stronnictwa Narodowego. 4 sierpnia 1937 został prezesem Zarządu Głównego Zjednoczenia Zawodowego „Praca Polska”. W wyborach samorządowych w 1938 kandydował do Rady Warszawy z listy nr 4 (Obóz Narodowy) w okręgu wyborczym XIII. W styczniu 1939 był przewodniczącym komitetu pogrzebowego Romana Dmowskiego.   
Po wybuchu II wojny światowej jako rotmistrz rezerwy został przydzielony do Zgrupowania Kawalerii ppłk. Kazimierza Halickiego, z którym wziął udział w kampanii wrześniowej. Dostał się do niewoli niemieckiej, jednak udało mu się zbiec. Od października 1939 pełnił funkcję komendanta głównego Organizacji Wojskowej Stronnictwa Narodowego (późniejsza Narodowa Organizacja Wojskowa). W listopadzie 1939 został aresztowany. Odzyskawszy wolność przedostał się przez Węgry do Francji. W 1940 został przedstawicielem SN przy Komendzie Głównej Związku Walki Zbrojnej we Francji. Podczas pobytu we Francji wszedł w skład Komitetu Politycznego SN. W marcu 1941 jako kurier poprzez Hiszpanię i Portugalię dotarł do Londynu. Publikował w „Myśli Polskiej”. Pełnił również funkcję obrońcy wojskowego przed sądami emigracyjnymi. W lutym 1942 wszedł w skład Komitetu Zagranicznego Obozu Narodowego, złożonego z przedstawicieli różnych nurtów ugrupowań narodowych. Na początku grudnia 1944 został wiceministrem spraw wewnętrznych w rządzie Tomasza Arciszewskiego. W połowie 1945 z powodu gruźlicy wyjechał na kurację w szwajcarskie Alpy.      
W lipcu 1947 ponownie objął tekę wiceministra spraw wewnętrznych, tym razem w rządzie Tadeusza Bora-Komorowskiego. Podczas konfliktu wokół prezydentury Augusta Zaleskiego pełnił funkcję mediatora między „zamkiem”, a ugrupowaniami Rady Politycznej. Został dyrektorem czasopisma „Słowo Polskie”. Przez pewien czas pracował także w przemyśle metalurgicznym – w przedsiębiorstwie należącym do polskiej emigracji we Francji. Od kwietnia 1951 do maja 1952 pełnił funkcję zwierzchnika placówek wywiadowczych w Niemczech. Siatka ta została rozpracowana przez komunistów, co doprowadziło do afery Bergu. W 1956 był sondowany przez wywiad PRL odnośnie współpracy i powrotu do kraju. Przez kilka lat odbywał rozmowy z oficerami, a także sam był rozpracowywany pod kryptonimem „Obszarnik”. Na początku marca 1960 został deportowany przez władze francuskie na Korsykę, w obawie przed protestami z okazji wizyty Nikity Chruszczowa. Był przewodniczącym francuskiego oddziału Tymczasowej Rady Jedności Narodowej, a po jej przemianowaniu przewodniczącym Rady Wolnych Polaków.       
Zmarł 10 lipca 1981 w Orleanie. 5 sierpnia został pochowany na cmentarzu Powązkowskim w Warszawie (kwatera 311-6-28). 

## Rodzina
Syn Konstantego Piotra, adwokata i ziemianina, oraz Bronisławy Izabelli Ludomiry z Radłowskich. Jego kuzynem był inżynier i harcmistrz Olgierd Grzymałowski. W 1923 ożenił się z Anną (Hanną) Niewiadomską (1901-1957), córką Eligiusza Niewiadomskiego. Po jej śmierci ożenił się powtórnie ze Szwajcarką Gabrielą Torren. 

## Ordery i odznaczenia
- Krzyż Walecznych[4]
- Medal Zwycięstwa[4]